# Ontherus pubens
Ontherus pubens är en skalbaggsart som beskrevs av François Génier 1996. Ontherus pubens ingår i släktet Ontherus och familjen bladhorningar. Inga underarter finns listade i Catalogue of Life.